# Keramikmassewiderstand

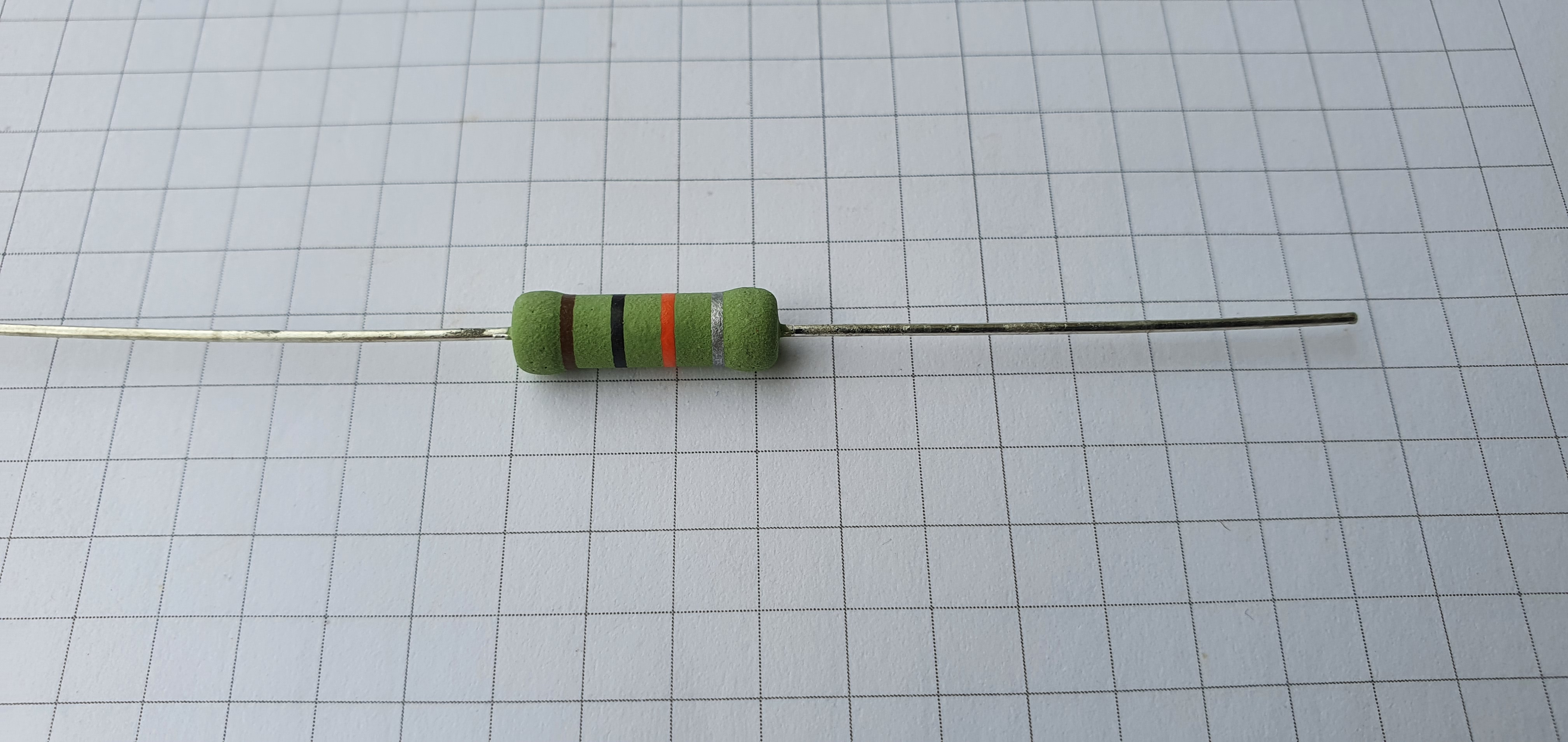
Keramikmassewiderstand in axial bedrahteter Bauform, ca. 3 Watt Verlustleistung (Raster 5 mm)

Ein Keramikmassewiderstand, auch Keramikverbundwiderstand, (kurz CCR von englisch Ceramic composition resistor) ist eine Bauart eines elektrischen Widerstandes, bei der das Widerstandselement nicht draht- oder schichtförmig, sondern ein keramikartiger Volumenkörper ist.

## Allgemeines
Während bei Kohlemassewiderständen Kohlekörnchen mit Keramik bzw. einer Art Lehm vermischt und gebrannt werden, dient beim Keramikmassewiderstand Metallpulver in Keramik als Widerstandskörper. Dies vermeidet schlechte Eigenschaften der Kohlemassewiderstände wie große Fertigungstoleranzen. Das nach dem Sintern entstehende Material ist ein Cermet.
Da Massewiderstände geringe parasitäre Induktivität sowie ein großes beteiligtes Volumen aufweisen, werden sie für Hochfrequenz und bei hohen Impulsbelastungen verwendet.
Keramikmassewiderstände können leicht mit zementierten Drahtwiderständen verwechselt werden, die jedoch wegen des Drahtwickels schlechtere Hochfrequenzeigenschaften haben.

## Aufbau

### Widerstandsmaterial
Das widerstandbestimmende Material besteht vor dem Sintern aus den drei Komponenten Metallpulver, Oxidpulver (oft Aluminiumoxid, Al2O3) und Kunststoff als Presshilfs- bzw. Bindemittel. Diese Masse wird in Formen gepresst und gesintert (gebrannt). Je nach Zusammensetzung, Brenndauer und Brenntemperatur entsteht ein spezifischer Widerstandsbeiwert aufgrund der mehr oder weniger innigen Berührung der Pulverkörnchen in der entstehenden Keramikmatrix.

### Gehäuse und Kontaktierung

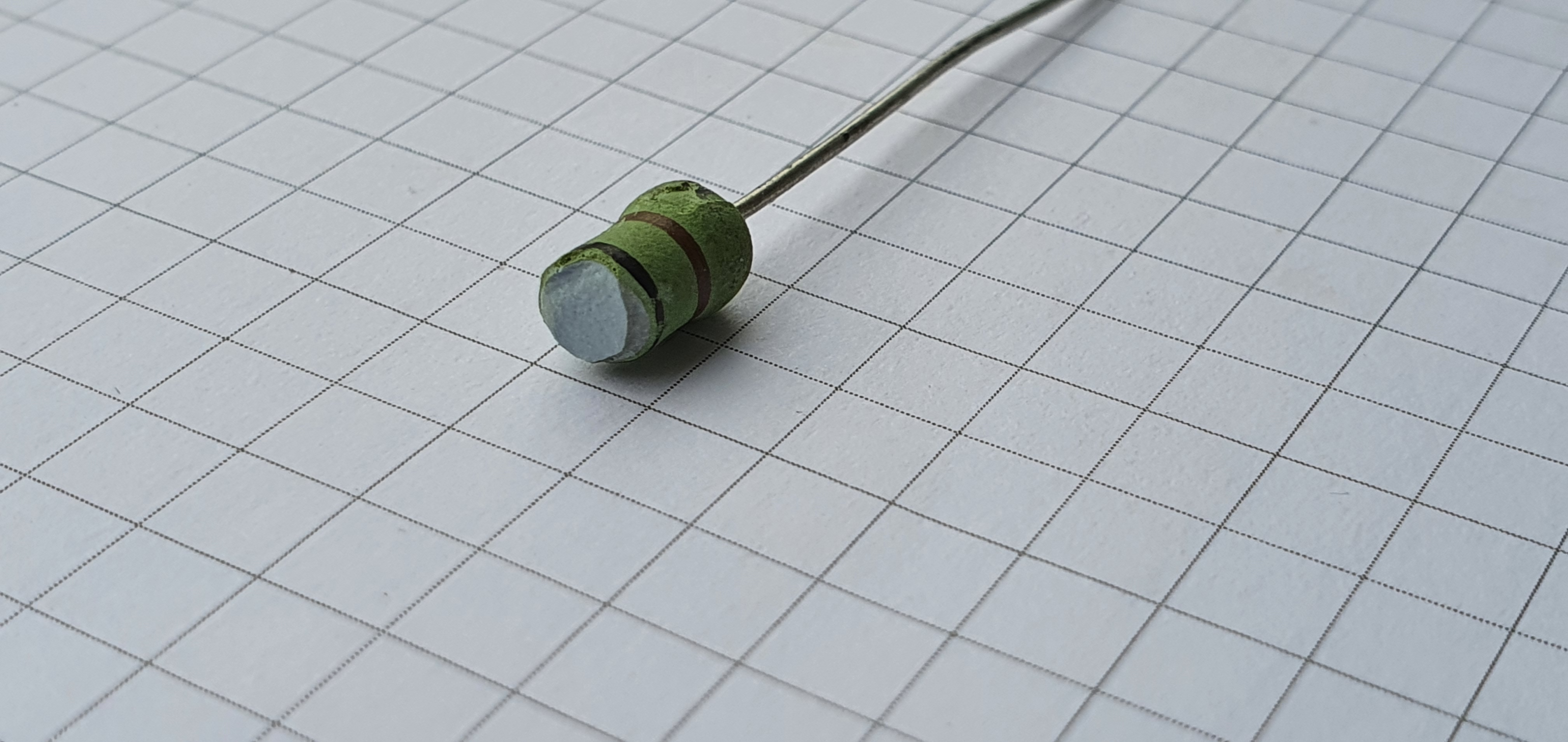
Aufnahme eines abgebrochenen Keramikmassewiderstands

Die zumeist zylinderförmigen Widerstandsrohlinge sind mit einer isolierenden Hülle aus Oxidkeramik umgeben. Die Kontaktierung erfolgt durch in den Rohling mit eingebackene Zuleitungsdrähte. Je nach Geometrie werden die Widerstände bedruckt oder mit Farbringen versehen, um den Widerstandswert darzustellen.
Das Widerstandsmaterial ist hart und brüchig. Es werden dennoch kurzzeitig hohe Überlasten ertragen.

## Kenngrößen

### Widerstandswert
Keramikmassewiderstände sind in Werten vom Ohm- bis in den Megaohm-Bereich gemäß den E-Reihen E6, E12 und E24 erhältlich.

### Toleranzen
Keramikmassewiderstände werden lediglich mit groben Toleranzen 20 %, 10 % und 5 % angeboten, da ein Abgleich nicht erfolgen kann.

### Stabilität
Die Stabilität des Widerstandswertes ist höher als die der Kohlemasswiderstände, für Messzwecke sind sie aber in den meisten Fällen nicht geeignet. Die Temperatur kann bis etwa 250 °C betragen, wobei es langfristig zu einer Nachsinterung kommen kann. Der Temperaturkoeffizient ist nicht genau spezifiziert, in der Regel negativ und kann +300 bis −1600 ppm betragen. Zum Vergleich: Metallschichtwiderstände haben Temperaturkoeffizienten von beispielsweise ±50 ppm bis ±100 ppm.

### Rauschen
Das Rauschen von Keramikmassewiderständen ist durch die stabilere innere Anordnung von leitfähigen Materialkörnern geringer als das der Kohlemassewiderstände.

### Linearität
Je nach der über dem Widerstand liegenden Spannung (ca. ab 100 V) kommt es zu störenden Nichtlinearitäten bis zu 7,5 % pro kV und cm.

### Pulsbelastbarkeit
Die Pulsbelastbarkeit von Keramikmassewiderständen ist vergleichsweise sehr hoch. Bei guter Homogenität des Vollmaterials kommt es kaum zu lokalen Überhitzungen innerhalb des Bauelements und der Widerstandskörper erwärmt sich insgesamt. Durch das hohe beteiligte Volumen kann der Widerstand höchste Pulsenergien unabhängig von der Impulsform absorbieren – lediglich eine maximale Spannung darf nicht überschritten werden. Die Energie wird durch die nach dem Impuls erreichte Endtemperatur begrenzt, die je nach Ummantelung 150 °C oder mehr betragen kann.

## Bauformen
Es sind radial und axial terminierte zylindrische Bauformen (Rohre, Stäbe, Scheiben) gebräuchlich.

## Einsatzgebiete
Die hohe Pulsbelastbarkeit ist meist der den Einsatz bestimmende Parameter.
Beispiele sind Entladewiderstände, Snubberglieder und transientenfeste Hochspannungsgeräte.
Bei Bau und Restauration von Röhren- und Sendetechnik können diese Widerstände eine Alternative zu Kohlemassewiderständen sein.